# Oswald Fuchs (Schauspieler)
Oswald Fuchs (* 1. Januar 1933 in Wien; † 17. Februar 2015 in Innsbruck) war ein österreichischer Schauspieler und Regisseur.

## Leben

### Herkunft und Ausbildung
Fuchs wurde als Sohn jüdischer Eltern in Wien geboren, er war ein unehelicher Sohn des Schriftstellers Oswald Levett. Von den Eltern als Säugling weggegeben, wuchs er bei mehreren Pflegefamilien auf. Er war Mitglied der Hitlerjugend, wo er eine „arische Umerziehung“ im Sinne der NS-Ideologie erhielt, dadurch aber auch der Deportation in ein Konzentrationslager entgehen konnte. Nach der Matura an einem Sportgymnasium studierte er 1951/1952 Sport an der Universität Wien. Er begann zunächst eine sportliche Karriere als Profi-Boxer. Sein Sportstudium brach er ab, als er 1952 ins Max Reinhardt Seminar aufgenommen wurde. 1955 absolvierte er seine Schauspielausbildung am Max Reinhardt Seminar in Wien. Im gleichen Jahr erhielt er den Kulturpreis der Stadt Wien.

### Theater
Sein erstes Engagement hatte er 1955 am Theater in der Josefstadt in Wien. Von 1956 bis 1961 war er festes Ensemblemitglied am Vorarlberger Landestheater in Bregenz. 1961 wurde er ans Wiener Burgtheater engagiert, wo er u. a. mit Heinz Hilpert arbeitete. Hilpert engagierte Fuchs 1962 ans Deutsche Theater Göttingen, wo Fuchs zahlreiche Hauptrollen spielte. Einen besonderen Erfolg in Göttingen hatte er dort 1964 als Junker Bleichenwang in Was ihr wollt. In Göttingen führte Fuchs erstmals auch Regie; 1963 inszenierte er dort Vater, armer Vater von Arthur L. Kopit. Zur Spielzeit 1966/67 wechselte Fuchs ans Schauspielhaus Bochum. 1968 spielte er an der Berliner Schaubühne die Titelrolle in Hartmut Langes Theaterstück Stalin als Herakles in einer Inszenierung von Hansgünther Heyme. 1969 ging Fuchs an die Städtischen Bühnen Köln. Dort spielte er in der Spielzeit 1969/70 die Rolle des Caliban in Shakespeares Spätwerk Der Sturm. Seine herausragende Darstellung wurde im März 1970 von Volker Canaris in der Wochenzeitung Die Zeit mit einem ausführlichen Schauspielerporträt gewürdigt. 1970 wurde Fuchs ans Schauspielhaus Düsseldorf engagiert. Für seine Darstellung des Caliban wurde er 1970 in Düsseldorf zum „Schauspieler des Monats“ gewählt.
Zwischen 1970 und 1974 gastierte Fuchs an mehreren deutschsprachigen Bühnen. Er spielte u. a. den Kaufmann Shylock in Shakespeares Der Kaufmann von Venedig am Bonner Schauspielhaus und die Titelrolle in Nathan der Weise am Theater am Turm in Frankfurt am Main.
Von 1974 bis 1979 war Oswald Fuchs anschließend Regisseur und Schauspieldirektor am Tiroler Landestheater (TLT). Als Schauspieler gastierte er in dieser Zeit 1975 an den Münchner Kammerspielen. 1976 inszenierte er am Nationaltheater Mannheim das Lustspiel Die Zwillinge von Venedig von Carlo Goldoni. Er trat am Tiroler Landestheater u. a. als Herzog von Gloucester in König Lear, als Handwerksbursche Knieriem in Der böse Geist Lumpacivagabundus und als Alfred Ill in Der Besuch der alten Dame auf.
1979 folgte ein Engagement am Staatstheater Stuttgart. Dort trat Fuchs u. a. 1981 als Miklas in einer Bühnenfassung des Mephisto von Klaus Mann unter der Regie von Hansgünther Heyme auf. Von 1981 bis 1989 war Fuchs erneut festes Ensemblemitglied des Wiener Burgtheaters. Er spielte dort in diesen Jahren u. a. Clarin in Calderons Das Leben ein Traum (Premiere: Spielzeit 1983/84; Regie: Michael Gruner), Luschin in einer Bühnenfassung von Dostojewskis Schuld und Sühne (1985; Regie: Juri Ljubimow), den Höfling in Botho Strauß’ Theaterstück Der Park (1984/1985) und Der Jude/Erster Handwerksbursch in Woyzeck (1989; Regie: Achim Freyer).
1989 gastierte er am Staatstheater Stuttgart als Graf von Kent in Shakespeares König Lear unter der Regie von Jürgen Bosse. Von 1989 bis 1995 war Fuchs am Schauspielhaus Zürich engagiert. Er trat dort u. a. als Jacques in Molières Der Geizige (1990; Rudolf Noelte), in der Titelrolle von Othello darf nicht platzen (Regie: Daniel Karasek), als Schmitz in Biedermann und die Brandstifter (1995; Regie: Dieter Giesing) und als Narr in Shakespeares Was ihr wollt (1995; Regie: Klaus Weise) auf.
1995 spielte Fuchs in der Uraufführung des Ein-Personen-Stücks Der Orchesterdiener von Hermann Burger im Keller des Schauspielhauses Zürich. Im Sommer 1995 trat er bei den Europafestspielen in Recklinghausen als Tobias (Onkel Töbial Rülps) in Shakespeares Was ihr wollt auf. Im Sommer 1997 gastierte Fuchs mit Max Reinhardts Theaterprobe und Karl Valentins Theaterbesuch bei den Bad Hersfelder Festspielen. In der Spielzeit 1997/98 war er am Stadttheater Luzern engagiert; dort spielte er den Wissenschaftler Newton in Friedrich Dürrenmatts Schauspiel Die Physiker.
2000 trat er beim Theatersommer Haag als Pantalone in Goldonis Lustspiel Der Diener zweier Herren auf. Von 2002 bis 2004 trat er unter der Regie von Christian Stückl als Dicker Vetter im Jedermann bei den Salzburger Festspielen auf. In der Saison 2003/2004 spielte er am Tiroler Landestheater die Rolle des Lord William Hastings in Richard III. von William Shakespeare. Zuletzt war er am Tiroler Landestheater 2009 als Großvater in Das Fest von Thomas Vinterberg und Mogens Rukov zu sehen.
Als Theaterschauspieler hatte Fuchs Erfolge insbesondere in komischen Rollen; die Schweizer Wochenzeitung Die Weltwoche bezeichnete ihn als „begnadeten Komiker“.

### Film und Fernsehen
Fuchs übernahm auch einige Rollen in Film und Fernsehen; Schwerpunkt seiner künstlerischen Tätigkeit blieb jedoch die Theaterarbeit. Seine Film- und Fernsehrollen spielte er mit „bemerkenswert komödiantischem Talent“ und einer „starken, fast animalischen Ausdruckskraft“.
In dem Fernsehfilm Sachrang (1978) verkörperte er den Kunstmaler und Kunstschnitzer „Krautnudel“, den Knecht des Müllner-Peters. 2010 war er als Sandler Motzl in dem Kinofilm Echte Wiener 2 – Die Deppat’n und die Gspritzt’n an der Seite von Karl Merkatz zu sehen. In der österreichischen Filmkomödie Hirschen (2014) spielte er, unter der Regie von George Inci, die Rolle des Dorfpolizisten Friedrich. Seine letzte Filmrolle hatte er 2014, neben Karl Merkatz, Marion Mitterhammer, Gunther Gillian und Serge Falck in dem dokumentarischen Kinofilm Der Alte Fuchs von Michael Thomas (Regie) und Jutta Duschet (Drehbuch). Der Film erzählt die Geschichte eines 80-jährigen Schauspielers und Regisseurs, quasi ein Alter Ego von Oswald Fuchs. Er ist eine Hommage an einen alten kauzigen Künstler und zeichnet das Lebensbild Oswald Fuchs’ nach. Fuchs spielte sich in diesem Film quasi selbst, als Schauspieler, Theaterdirektor, Mindestrentenempfänger und Jude. Der Film wurde im Oktober 2014 bei einer Voraufführung gezeigt, an der auch Fuchs teilnahm. Die Kinopremiere ist für 2015 vorgesehen. Zum Gedenken an Fuchs wurde der Film nunmehr in Für Oswald umbenannt.
Nach seinem Rückzug von der Bühne lebte Fuchs als Rentner in Innsbruck. Er starb im Alter von 82 Jahren.

## Filmografie (Auswahl)
- 1959: Jacqueline (Kinofilm)
- 1962: Kaiser Joseph und die Bahnwärterstochter (Fernsehfilm)
- 1970: Emigration (Fernsehfilm)
- 1971: Arsène Lupin – Les anneaux de Cagliostro (Fernsehserie)
- 1978: Sachrang (Fernsehfilm)
- 1984: Die Kameraden des Koloman Wallisch (Fernsehfilm)
- 1988: Tatort: Feuerwerk für eine Leiche (Fernsehreihe)
- 2004: Jedermann (Theateraufzeichnung; Salzburger Festspiele)
- 2010: Echte Wiener 2 – Die Deppat’n und die Gspritzt’n (Kinofilm)
- 2013: Für tot erklärt (Kurzfilm)
- 2014: Hirschen – Da machst was mit (Kinofilm)
- 2014/2015: Der Alte Fuchs – Für Oswald (Dokumentarfilm)
- 2015: SOKO Kitzbühel: Mülltaucher (Fernsehserie)

## Hörspiele (Auswahl)
- 1976: Oskar Holesch: Schriftsteller muß man sein – Regie: Ferry Bauer (Hörspiel – ORF Oberösterreich)

Quelle: Ö1-Hörspieldatenbank